# Vahram IV
Pour les articles homonymes, voir Vahram et Bahram.
Vahram ou Bahram IV Kermanshah est un empereur sassanide d'Iran qui règne de 389 à 399.

## Biographie
Vahram IV est le fils et le successeur de Chapour III ; avant d'accéder au trône, Vahrām était gouverneur de Kerman, une ville de l'Ouest de l'Iran actuel, et portait le titre Kermān Shah.
Durant son règne de dix ans et 18 jours, la Perse demeure en paix avec l'Empire romain. Au commencement de son règne vers 390, le traité de partage de l’Arménie est confirmé avec Rome. L'empereur Théodose Ier accepte que la frontière des deux empires reste fixée à l’est d’Théodosiopolis et de Martyropolis (Maiyâfâriqîn). Cette ligne de partage ne laisse sous l’obédience romaine que les provinces les plus occidentales du royaume, à savoir la Derzène, la Keltzène, l’Acilisène avec la capitale Erzindjan, la Khorzène, la Daranalis, la Bélatitène, l’Asthianène, la Sophène et la Sophanène. Le reste du royaume, soit les 4/5 du territoire arménien, constitue la future Persarménie sous suzeraineté sassanide.
Le roi profite du calme à l'ouest de son empire pour faire face aux difficultés sur ses frontières septentrionale et orientale avec les Huns hephtalites. Ces derniers mettent à profit le fait que Vahram IV  pourchasse hors de Syrie et de Mésopotamie des bandes de « barbares  » qui ont réussi à forcer le passage du Caucase, pour attaquer le dernier roi de Kouchan, Varahran, et piller et détruire en 399 Begram. Ils n'entrent toutefois pas en Iran.
Vahram IV meurt lors d’une émeute de ses propres troupes qui l'encerclent et le tuent à coups de flèches. Il est parfois considéré comme le père de son successeur Yazdgard Ier.